# Pilea moroniana
Pilea moroniana es una especie de planta del género Pilea, perteneciente a la familia Urticaceae.

## Taxonomía
Pilea moroniana fue descrita por Ignatz Urban en 1930.

## Distribución
Se encuentra en el territorio de Haití.